# گورستنهارنر
گورستنهارنر (به لاتین: Gärstenhörner) یک کوه در سوئیس است که در کانتون برن واقع شده‌است. گورستنهارنر ۳٬۱۸۹ متر بالاتر از سطح دریا واقع شده‌است.